# Diatenes marmarinopa
Diatenes marmarinopa là một loài bướm đêm trong họ Noctuidae.